# 昌原中央站
昌原中央站（：／ Changwon jungang yeok */?）是慶全線沿線的一座鐵路車站，位于韩国庆尚南道昌原市義昌區龍洞，韓語副站名是「昌原大」（창원대）。本站有KTX、ITX-新村、無窮花號及南道海洋列車等車種停靠。

## 历史
- 2010年12月15日 - 落成使用[1]。

## 车站周边
- 昌原大学
- 庆尚南道政府

## 相鄰車站
韓國鐵道公社
慶全線
進禮－昌原中央－龍岡